# 체르네츠
체르네츠(Zernez)는 스위스 그라우뷘덴주의 엥기아디나 바사/발뮈스테어 지역에 있는 마을이자 시정촌이다. 2015년 1월 1일 라빈과 쉬쉬의 이전 지자체는 체르네츠로 합병되었다.
체르네츠는 지역 도로망의 주요 노드이며, 도로는 상부 엥가딘과 이탈리아, 하부 엥가딘 및 오스트리아 방향, 푸오른 고개를 통해 발뮈스테어 및 플뤼엘라 고개를 통해 연결된다. 체르네츠는 스위스 국립공원 방문객을 위한 센터이다.

## 역사
체르네츠는 1131년에 Gumpo de Ernece로 처음 언급되었다. 1161-64년에는 Zarnetz로 언급되었지만, 두 참조 모두 1365년 문서 사본에서 찾을 수 있다.

## 지리

### 지형
2015년 합병 후 체르네츠의 면적은 344.04k㎡였다. 2004년 9월 조사 기준, 합병 전 체르네즈는 203.91k㎡의 면적을 가지고 있었다. 이 지역 중 약 7.8%가 농업용으로 사용되고, 35.6%가 산림이다. 나머지 토지 중 0.7%는 정착지(건물 또는 도로)이고, 55.9%는 비생산적인 토지이다. 1979년/85년부터 2004년까지 지난 20년 동안 정착된 토지의 양은 8ha 증가했고, 농경지는 130ha 감소했다.
2017년까지 시정촌은 인 지구의 수어 타스나 하위 지구에 있었고, 2017년 이후 엥기아디나 바사/발뮈스테어 지역의 일부였다. 엥가딘으로 향하는 오펜 고개 도로를 따라 위치해 있다. 그것은 체르네츠의 마을과 Brail의 구간으로 구성된다.
Lai da Ova Spin은 스퓔강에 있는 보상 저수지이다. 그것은 하부 엥가딘 계곡의 상부 지역에 위치하고 있다. 해발 1,473m에 위치하고 있으며, 래티셰 철도의 철도 네트워크와 연결되어 있다. 체르네츠에서 슈퓔 시냇물은 인강으로 흘러나간다

### 기후
체르네즈의 연간 강우량은 평균 102.7일이며, 평균 강수량은 752mm이다. 가장 습한 달은 8월로 체르네츠의 평균 강수량은 103mm이다. 이달의 평균 강수일은 11.4일이다. 연중 가장 건조한 달은 2월이며, 11.4일 동안 평균 강수량이 37mm이다.

## 인구통계
체르네츠의 인구(2020년 12월 기준 )는 1,506명이다. 2013년 기준으로 인구의 18.6%가 거주하는 외국인이다. 지난 3년(2010-2013) 동안 인구는 1.14%의 비율로 변경되었다. 2013년 시정촌의 출생률은 8.7명이었고 사망률은 인구 천 명당 6.9명이었다.
2013년 기준으로 아동·청소년(0~19세)이 20.6%, 성인(20~64세)이 59.4%, 노인(64세 이상)이 19.9%를 차지한다.
2013년에 체르네츠에는 508개의 개인 가구가 있었다. 2000년 시정촌 282채의 주거동 중 단독주택이 약 29.4%, 다가구주택이 38.3%였다. 또한 1919년 이전에 건설된 건물의 약 43.6%, 1991년에서 2000년 사이에 10.6%가 건설되었다. 2012년 인구 1000명당 신규 주택 건설 비율은 5.22이다. 2014년 시정촌 공실률은 4.03%였다.
역사적 인구는 다음 표에 나와 있다.
비고: 1910년 철도건설로 인한 인구증가

## 언어
2000년 기준, 인구 대부분은 래티셰 로만슈어(61.1%)를 사용하며, 독일어가 2위(31.3%)이고, 이탈리아어가 3위(4.4%)이다. 로만슈어를 사용하는 대다수는 발라더 방언을 사용한다. 1880년에는 인구의 84%가 로만슈어를 모국어로 사용했고, 1900년에는 79%, 1941년에는 78%를 사용했다. 1990년에는 약 81%가 로만슈어를 이해했고, 2000년에는 80%가 이해했다.
| 체르네츠의 언어 |             |             |             |             |             |             |
| 언어            | Census 1980 | Census 1980 | Census 1990 | Census 1990 | Census 2000 | Census 2000 |
| 언어            | 수          | 비율        | 수          | 비율        | 수          | 비율        |
| 독일어          | 207         | 22.50%      | 243         | 27.96%      | 300         | 31.28%      |
| 로만슈어        | 645         | 70.11%      | 571         | 65.71%      | 586         | 61.11%      |
| 이탈리아어      | 56          | 6.09%       | 41          | 4.72%       | 42          | 4.38%       |
| 인구            | 920         | 100%        | 869         | 100%        | 959         | 100%        |

## 정치
2011년 연방 선거에서 가장 인기 있는 정당은 45.8%의 득표율로 SVP였다. 다음으로 가장 인기 있는 3개 정당은 BDP(25.6%), SP (9.6%), FDP (8.0%)였다. 이번 연방 총선에서는 총 443표를 득표했고, 투표율은 58.2%였다.
2007년 연방 선거에서 가장 인기 있는 정당은 45.9%의 득표율을 기록한 SVP였다. 다음으로 가장 인기 있는 3개 정당은 SPS (23.4%), FDP (20.6%), CVP (7.2%)였다.

## 교육
체르네즈에서는 인구의 약 72.5%(25-64세 사이)가 비필수 고등교육 또는 추가 고등교육(대학 또는 응용학문대학)을 완료했다.

## 경제
2012년 기준으로 시정촌에 고용된 사람은 총 653명이다. 이 중 1차 경제 부문의 18개 기업에서 총 63명이 근무했다. 2 차 부문은 27개의 개별 사업에서 208명의 근로자를 고용했다. 마지막으로, 3차 부문은 88개 기업에서 382개의 일자리를 제공했다. 2013년에는 전체 인구의 5.2%가 사회 지원을 받았다.

## 관광

### 국가중요문화재
버려진 마을인 곤다, 체르네츠의 개혁 교회 , 빌덴베르크성, 베촐라 궁전 및 리히트슈테테/갈겐 푸오르카는 국가적으로 중요한 스위스 유산으로 등록되어 있다.
교회는 1367년에 처음 지어졌다. 1553년 종교 개혁이 체르네즈에 들어갔을 때 교회는 모든 조각상과 그림을 제거했다. 그런 다음 1609년에 오래된 교회의 로마네스크 양식의 종탑은 그대로 유지되었지만, 오래된 교회는 새로운 바로크 양식의 건물로 교체되었다.
성은 12세기에 지어졌지만, 나중에 바로크 성으로 재건되었다. 1956년부터 시청으로 사용되었다.

### 기타
국가적으로 중요한 4개의 스위스 유산 외에도 체르네즈에는 몇 가지 다른 주목할만한 유적지가 있다. 여기에는 고딕 양식의 가톨릭 예배당인 성 세바스티안, 모렌투름, 스위스 국립공원 및 공원 주택, 버려진 라세라탑, 중세 개혁 교회인 브라일 등이 있다.
성 세바스티안 예배당은 종교개혁 이후 가톨릭 예배당으로 사용이 중단되었다. 1952년에는 예배당으로 다시 사용되었다. 모렌투름은 마을에 있는 중세 타워 하우스이다. 2009년 현재 스위스 국립공원은 스위스에서 유일한 국립공원이다. 면적은 174.2km2이며, 국가에서 가장 큰 보호 지역이다. 1914년 8월 1일에 설립된 유럽 최초의 국립공원 중 하나이다. 체르네즈의 국립공원 방문객 센터는 국립공원의 박물관이다 라세라의 탑은 13세기나 14세기에 지어졌지만, 1495년 슈바벤 전쟁 직전에 건설되었을 수도 있다. 동맹의 혼란(Bündner Wirren 동안 그것은 보강되었고, 샤우엔슈타인의 연대가 그곳에 주둔했다. 혼란 이후, 그것은 버려졌고, 황폐화되었다. 1996-98년에 수리와 보강되었다.

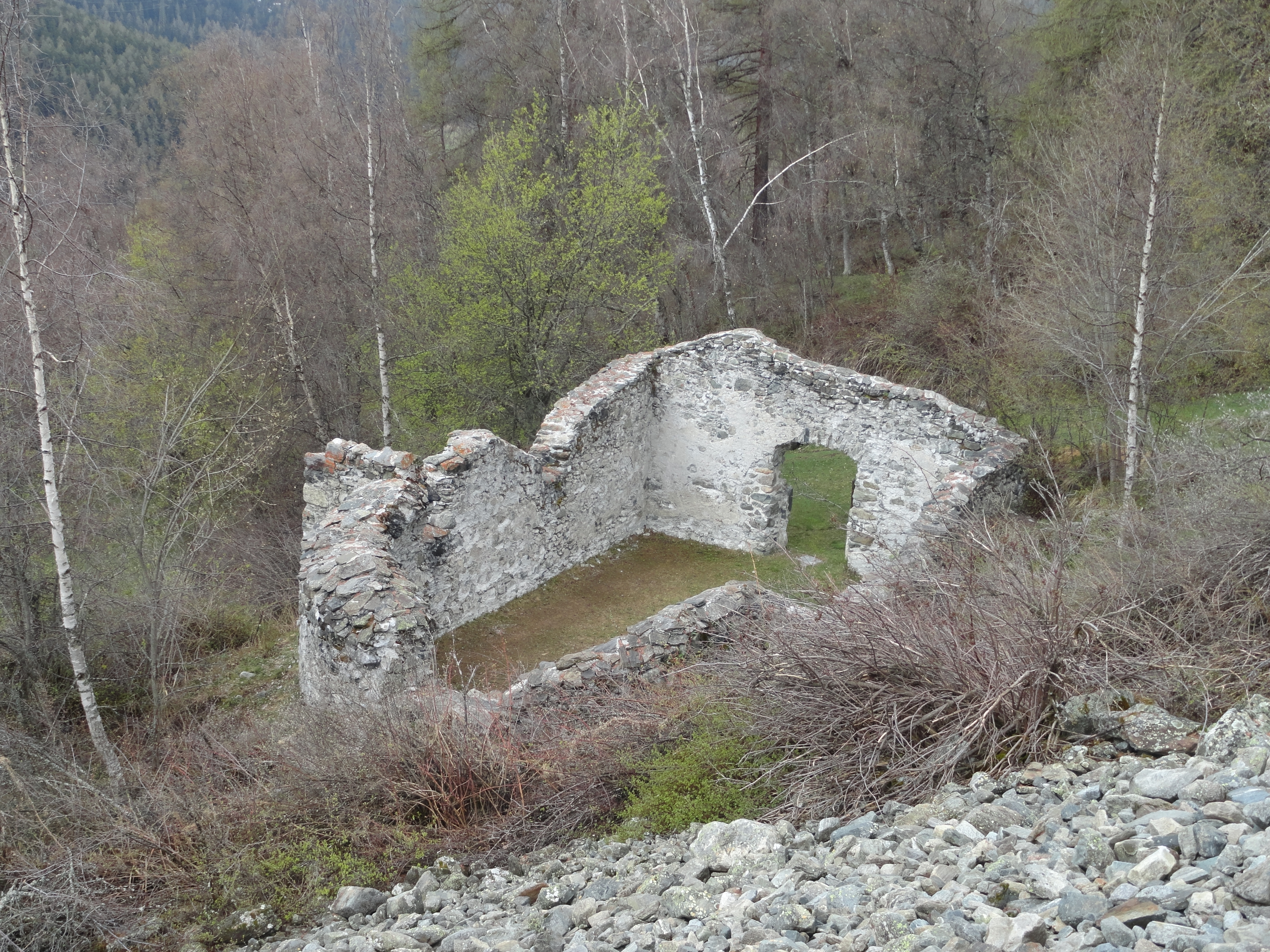
버려진 마을 곤다
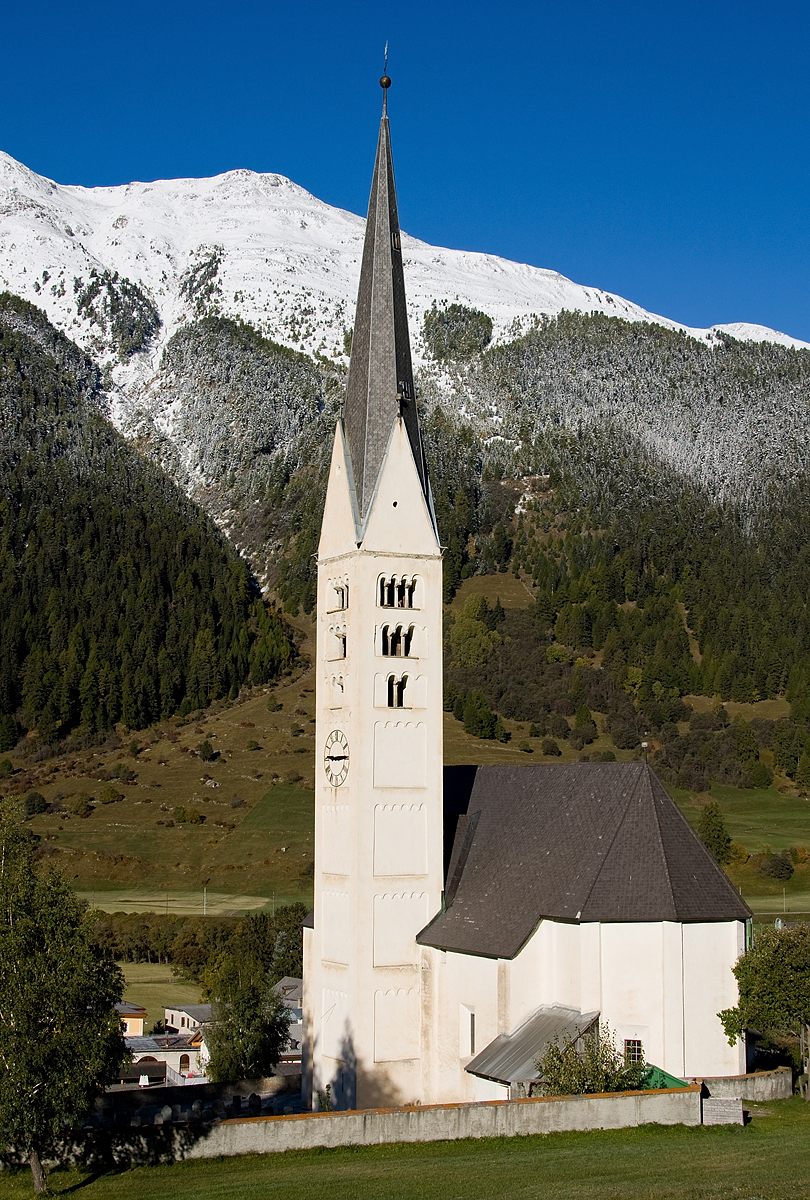
체르네츠 개혁 교회
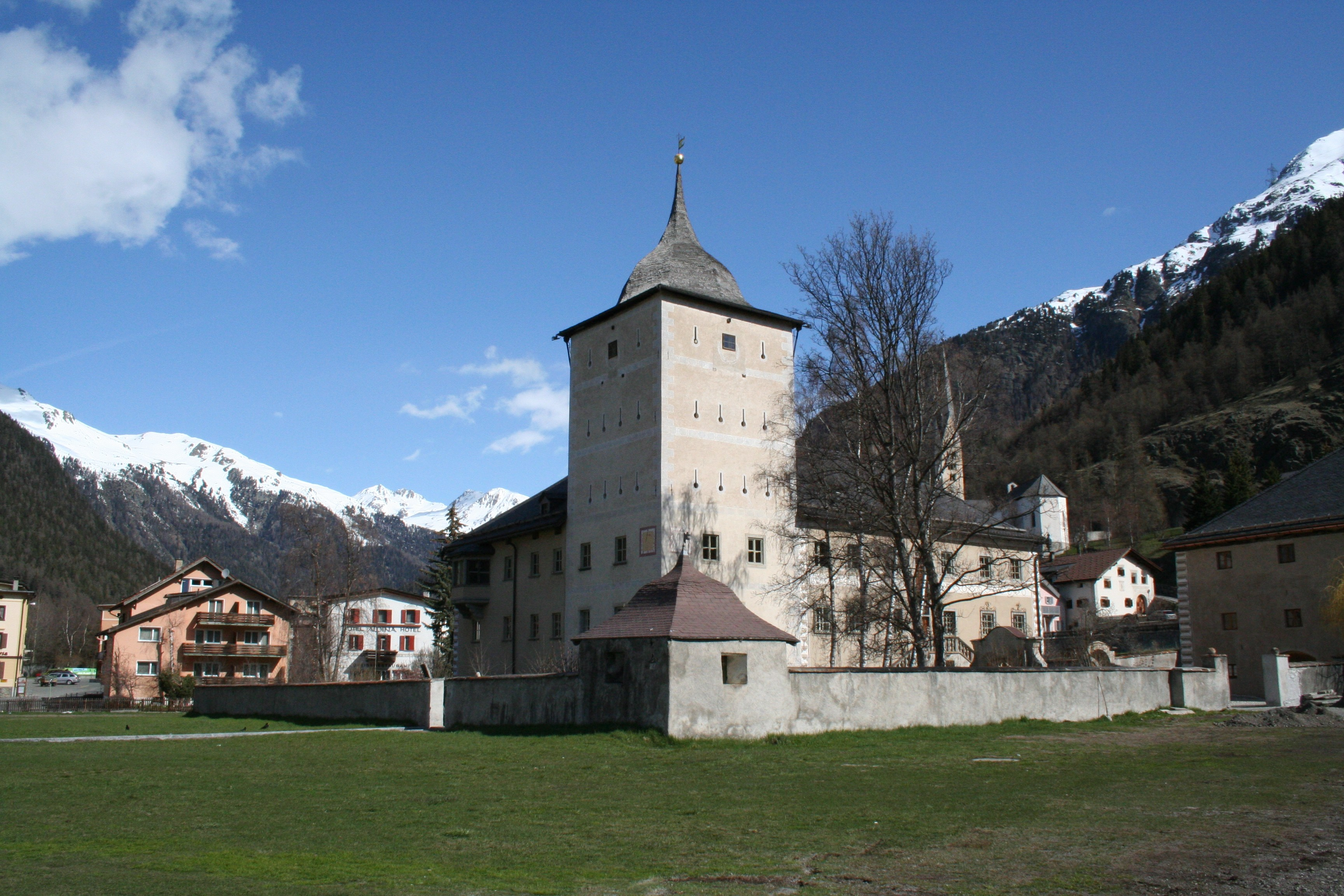
플란타-빌덴베르크성, 바로크 분회당이 추가된 중세의 랍루
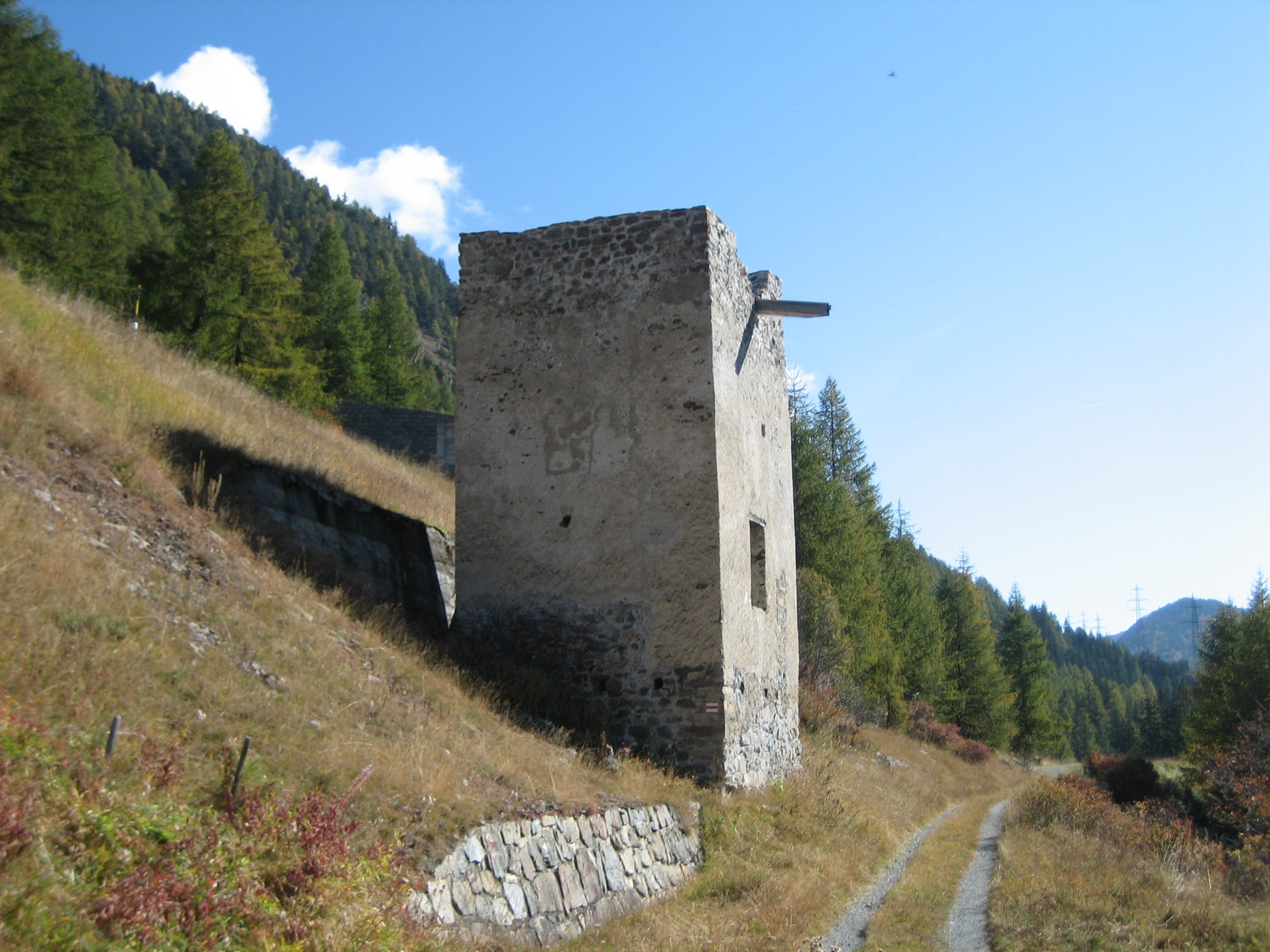
체르네츠 바깥은 라세라탑
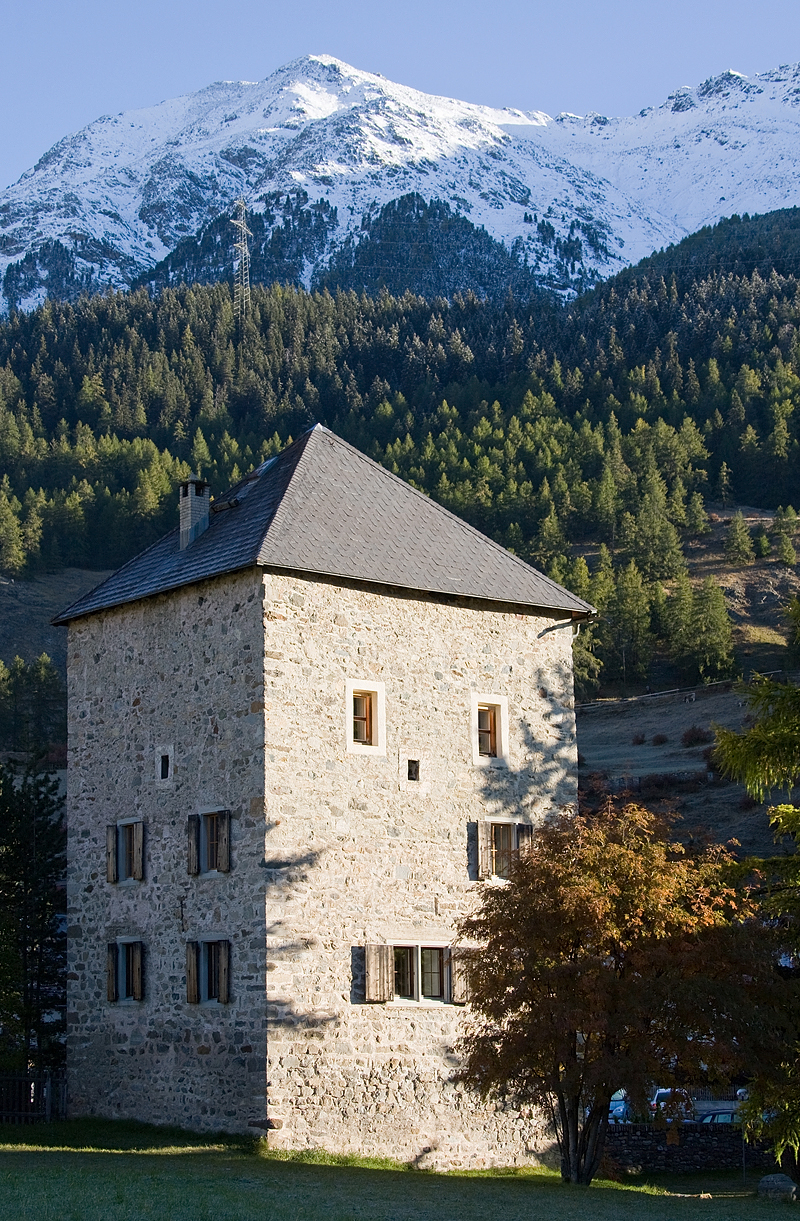
모렌투름, 중세의 랍루

## 교통
시정촌에는 4개의 기차역이 있다.
- 체르네츠
- 수쉬
- 살리아인스
- 라빈

4개 모두 베버-스쿠올-타라스프선에 있으며, 그 사이에는 디젠티스/무쉬테, 생모리츠, 란트콰르트, 스쿠올-타라스프 및 폰트레시나까지 정기적으로 운행된다.